# Margherita Sarfatti
Margherita Sarfatti, född 1880, död 1961, var en italiensk journalist, konstkritiker och samlare. Hon var biograf till Benito Mussolini, med vilken hon en tid hade ett förhållande, och verkade som propagandakonsult för Nationella fascistpartiet 1922-1938. Hon förlorade sin ställning i fascistpartiet när Mussolini 1938 gick med på att införa en antisemitisk lagstiftning efter Nazitysklands påtryckningar, eftersom hon var av judiskt ursprung. 